# Old Town (San Diego)

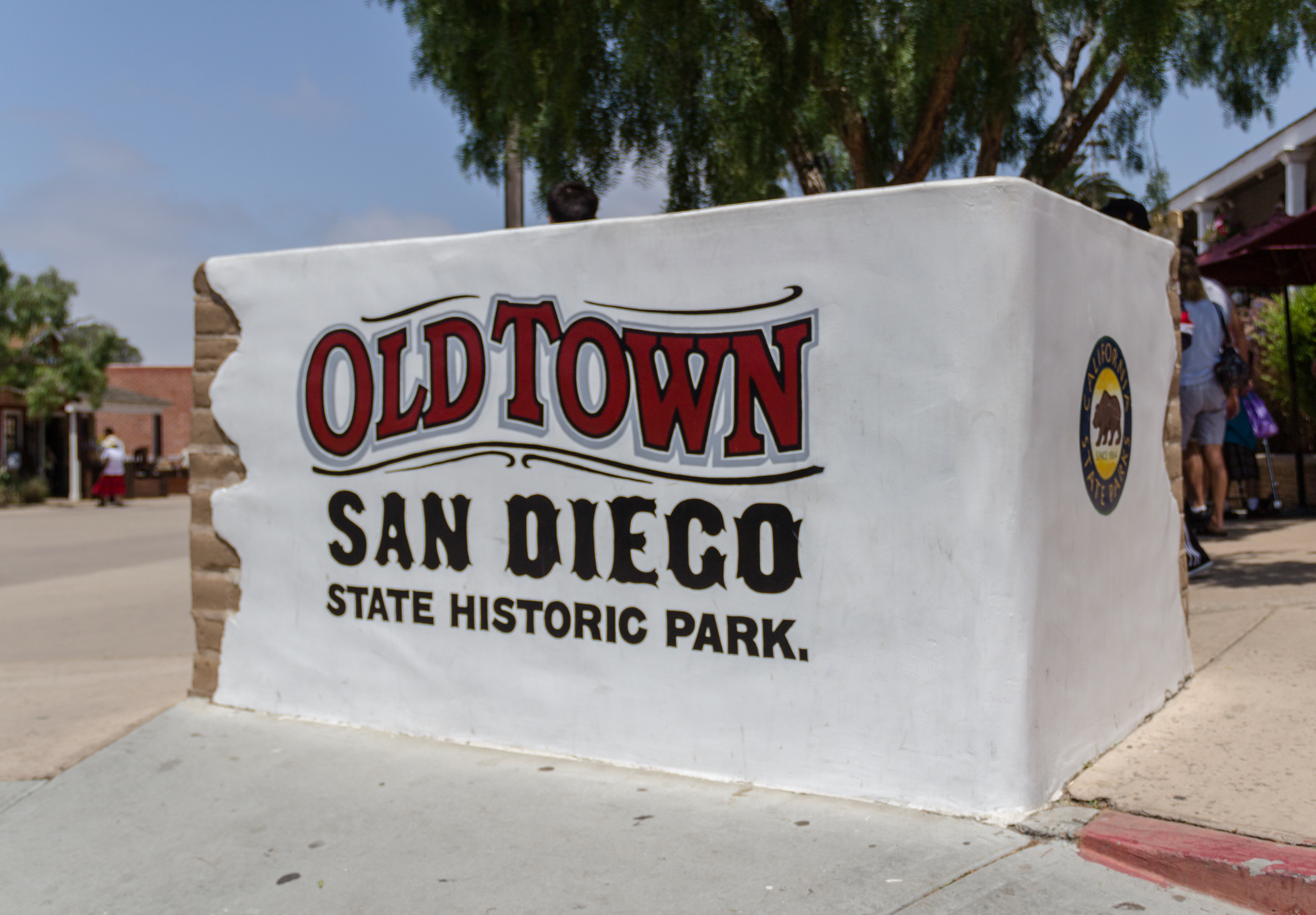
Bord van Old Town

Old Town is een wijk in San Diego (Californië), en wordt beschouwd als het oudste bewoonde gebied van de stad. Het was de locatie van de eerste Europese nederzetting in het huidige Californië. De wijk beslaat een oppervlakte van 230 acres (93 hectare) en wordt begrensd door Interstate 8 in het noorden, Interstate 5 in het westen, en Mission Hills in het oosten en zuiden.
Old Town herbergt twee belangrijke historische parken, Old Town San Diego State Historic Park en Presidio Park, die beide zijn opgenomen in het National Register of Historic Places. Deze parken bewaren de geschiedenis van de vroege Spaanse en Mexicaanse nederzettingen en vormen een belangrijke toeristische en culturele trekpleister in San Diego.

## Geschiedenis
Voordat Europeanen het gebied bereikten, bewoonden de Kumeyaay het huidige San Diego County al meer dan 10.000 jaar als tuinders, jagers en verzamelaars. Zij vestigden het dorp Kosa'aay, bestaande uit dertig tot veertig families in piramidevormige woningen. In 1542 ontmoetten zij als eersten de Europese ontdekkingsreizigers tijdens de expeditie van Juan Rodríguez Cabrillo. In 1769 stichtten Gaspar de Portolá en Junípero Serra nabij het Kumeyaay-dorp de San Diego Presidio en Mission San Diego de Alcalá, de eerste Spaanse nederzetting in Alta California.
Vijf jaar later verhuisde de missie enkele kilometers stroomopwaarts, terwijl het Presidio de belangrijkste nederzetting bleef. In de jaren 1820 ontstond aan de voet van de heuvel een stadje, het huidige Old Town, maar de ligging ver van bevaarbaar water belemmerde verdere groei. In 1834 kreeg San Diego de status van pueblo (stad), die in 1838 alweer werd ingetrokken wegens bevolkingsdaling. 
Na de Amerikaanse annexatie in 1850 werd San Diego (toen nog beperkt tot Old Town) de hoofdplaats van het gelijknamige district. In de jaren 1860 verplaatsten bewoners en bedrijven zich echter naar het gunstiger gelegen New Town (het huidige centrum), en met de verhuizing van het gerechtsgebouw in 1871 verloor Old Town zijn centrale rol. In de jaren 1910 werd de wijk aangesloten op het Class 1-straatnetwerk, dat werd uitgebreid ter gelegenheid van de Panama–California Exposition van 1915 en tot 1939 actief bleef.

## Afbeeldingen

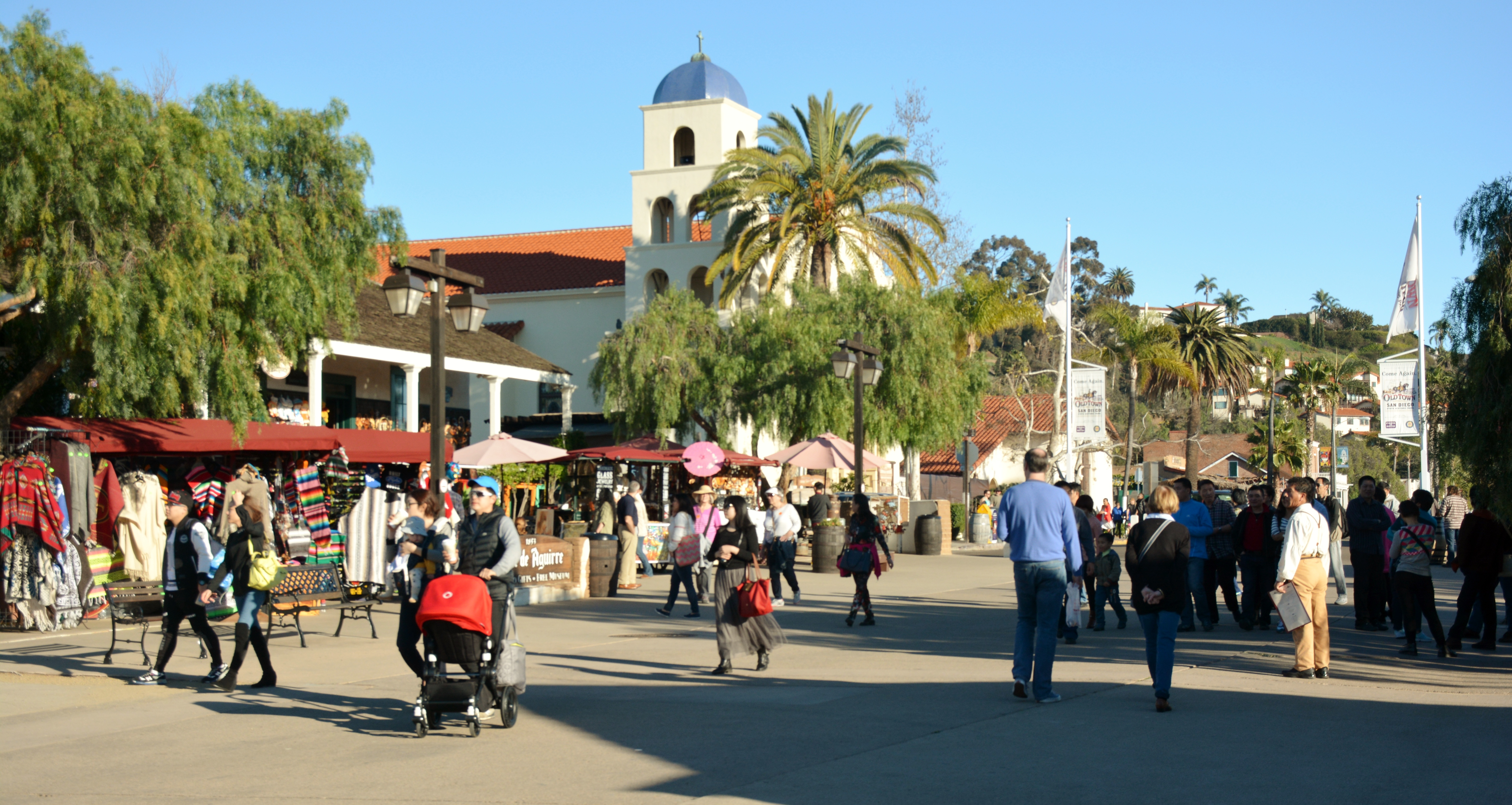
Straatbeeld Old Town
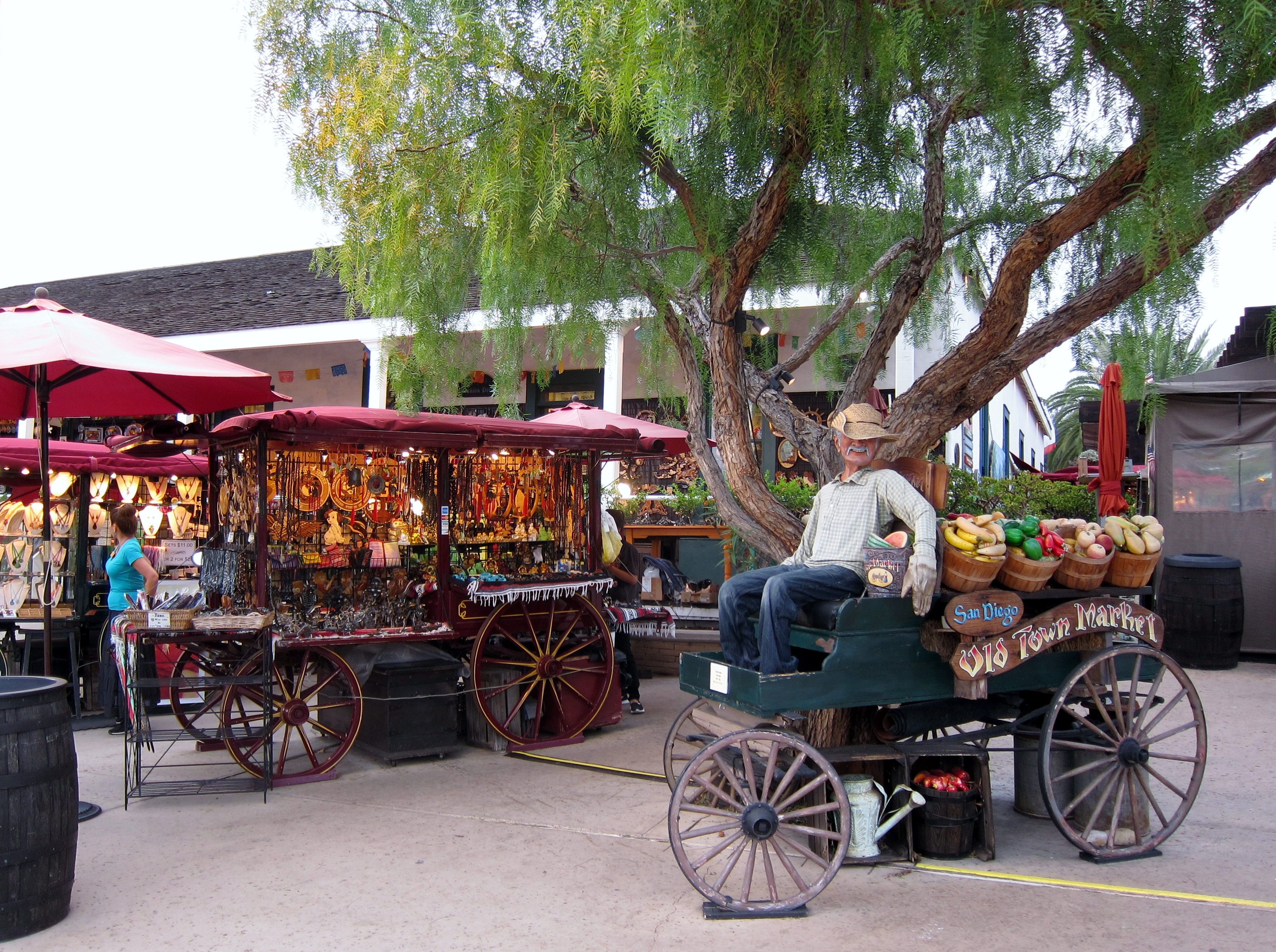
Handelsdisplay
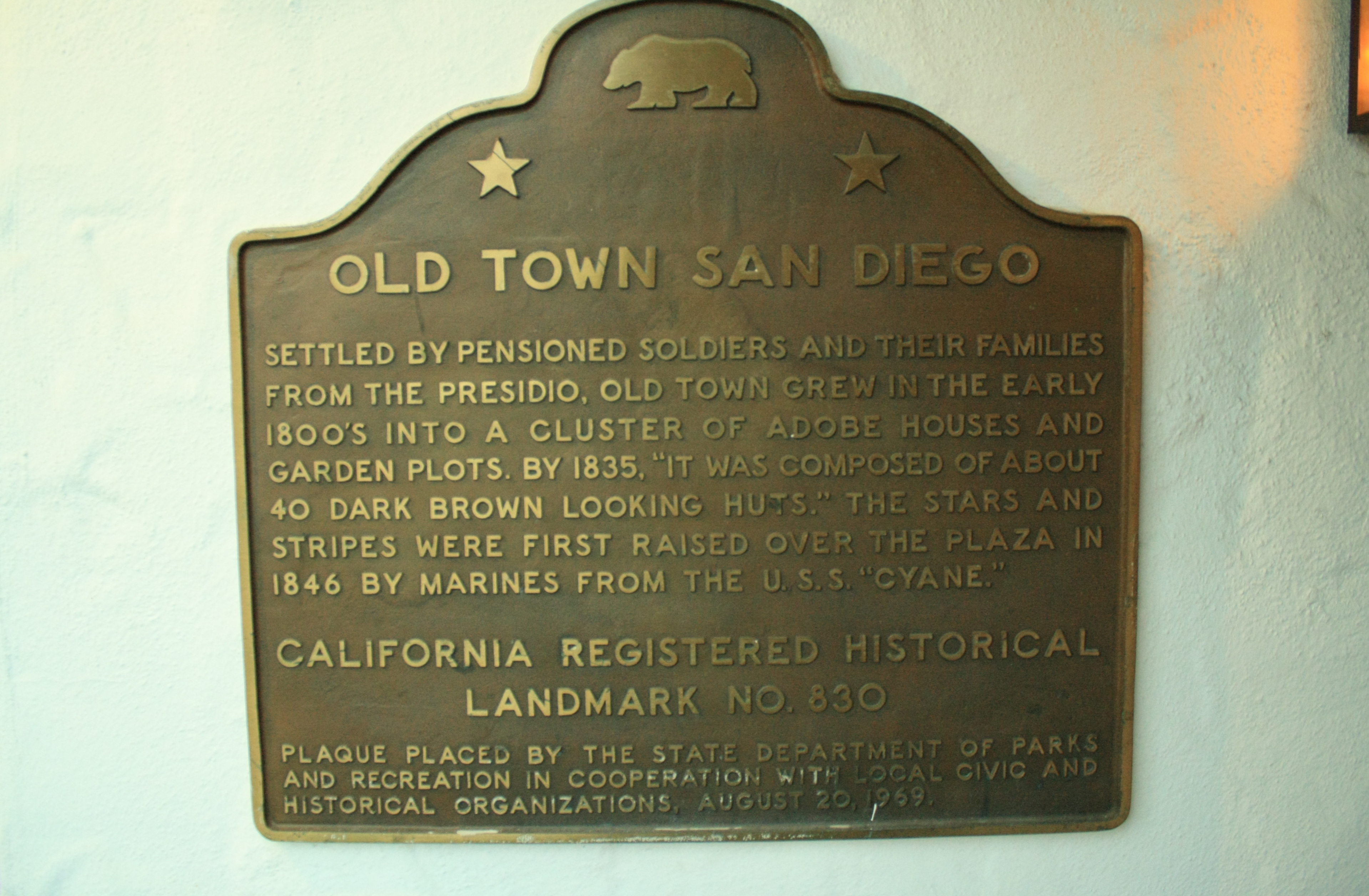
California Landmark No. 830
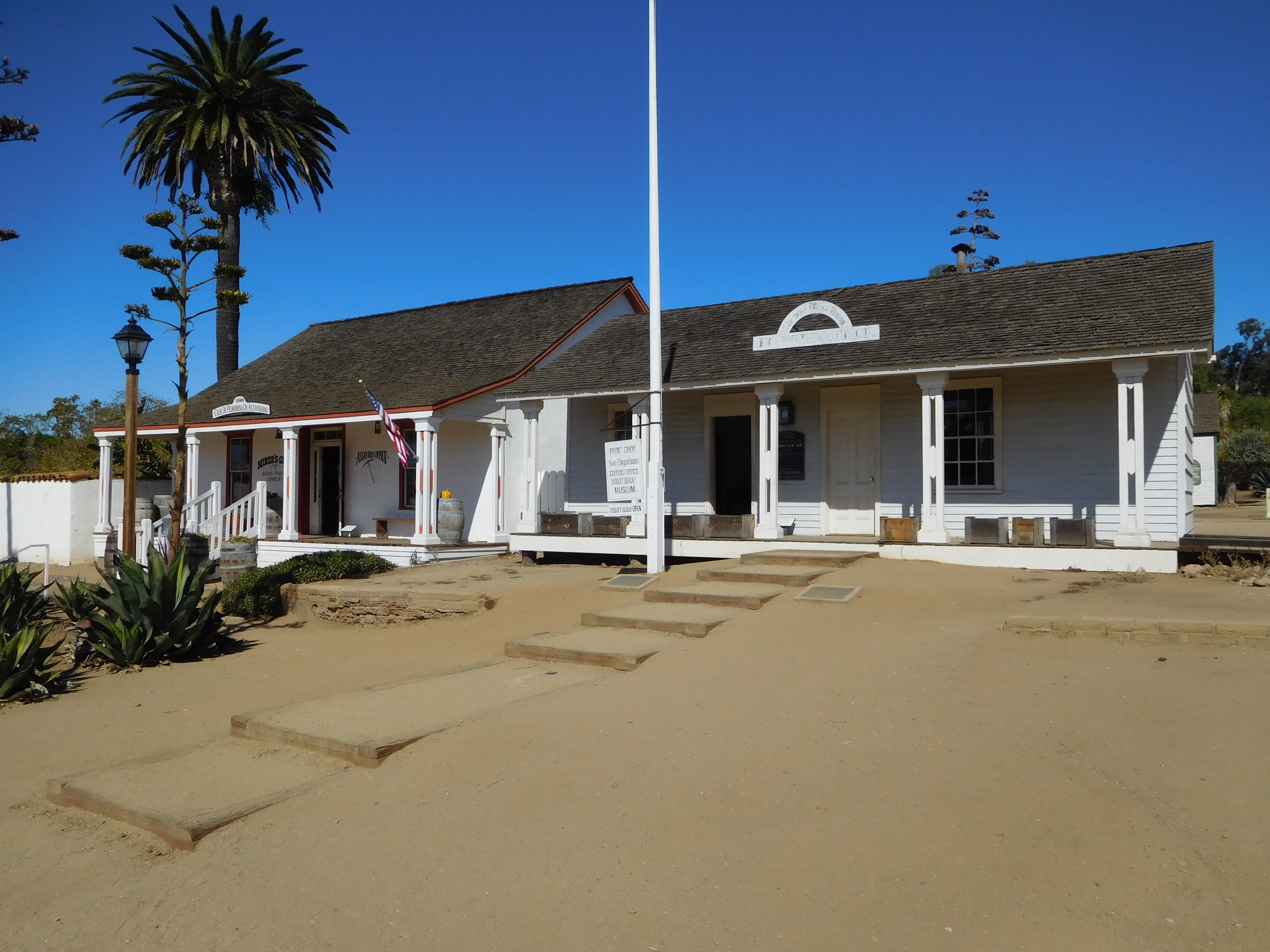
Altamirano-Pedrorena House
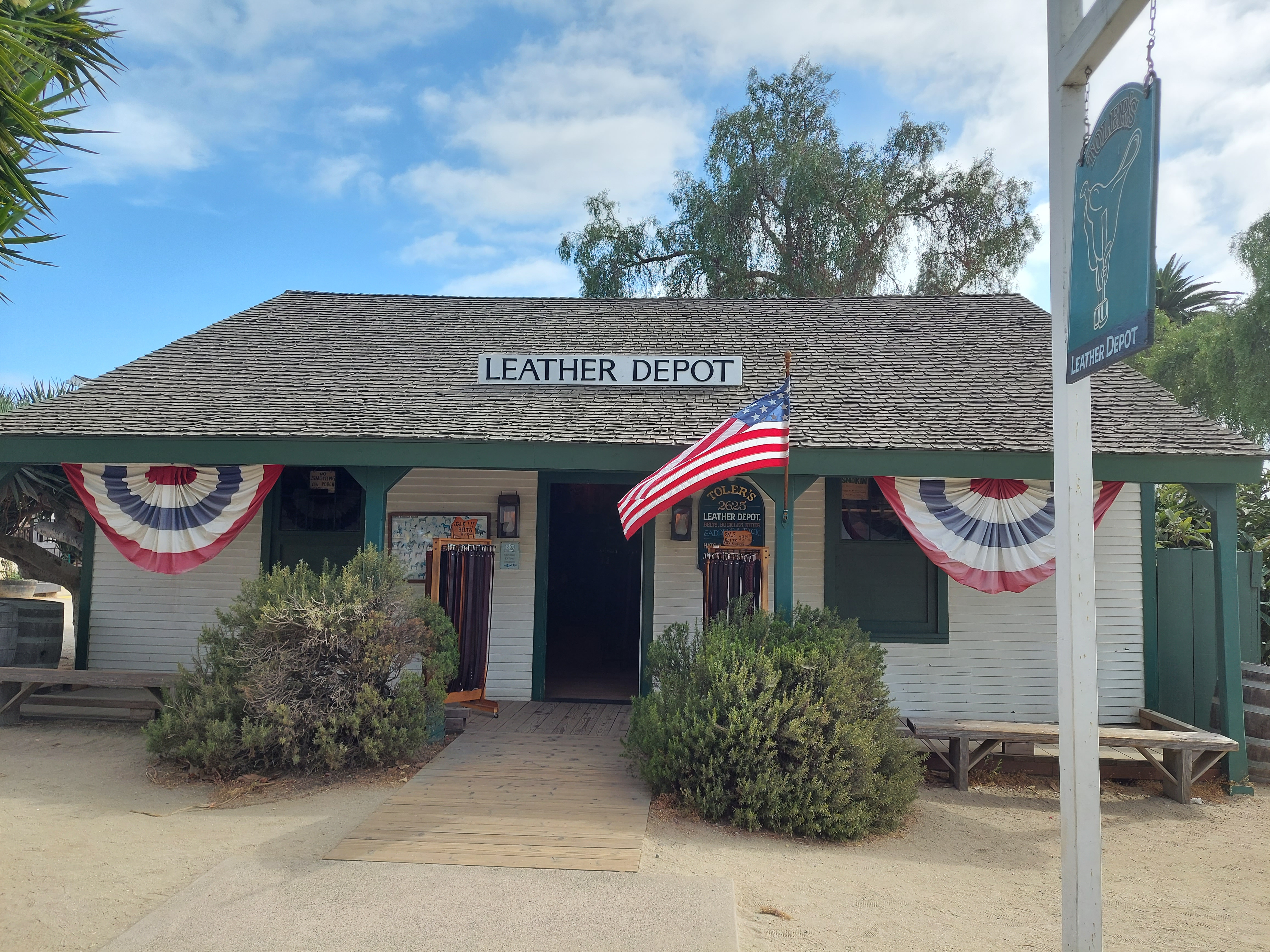
Toler's Leather Depot
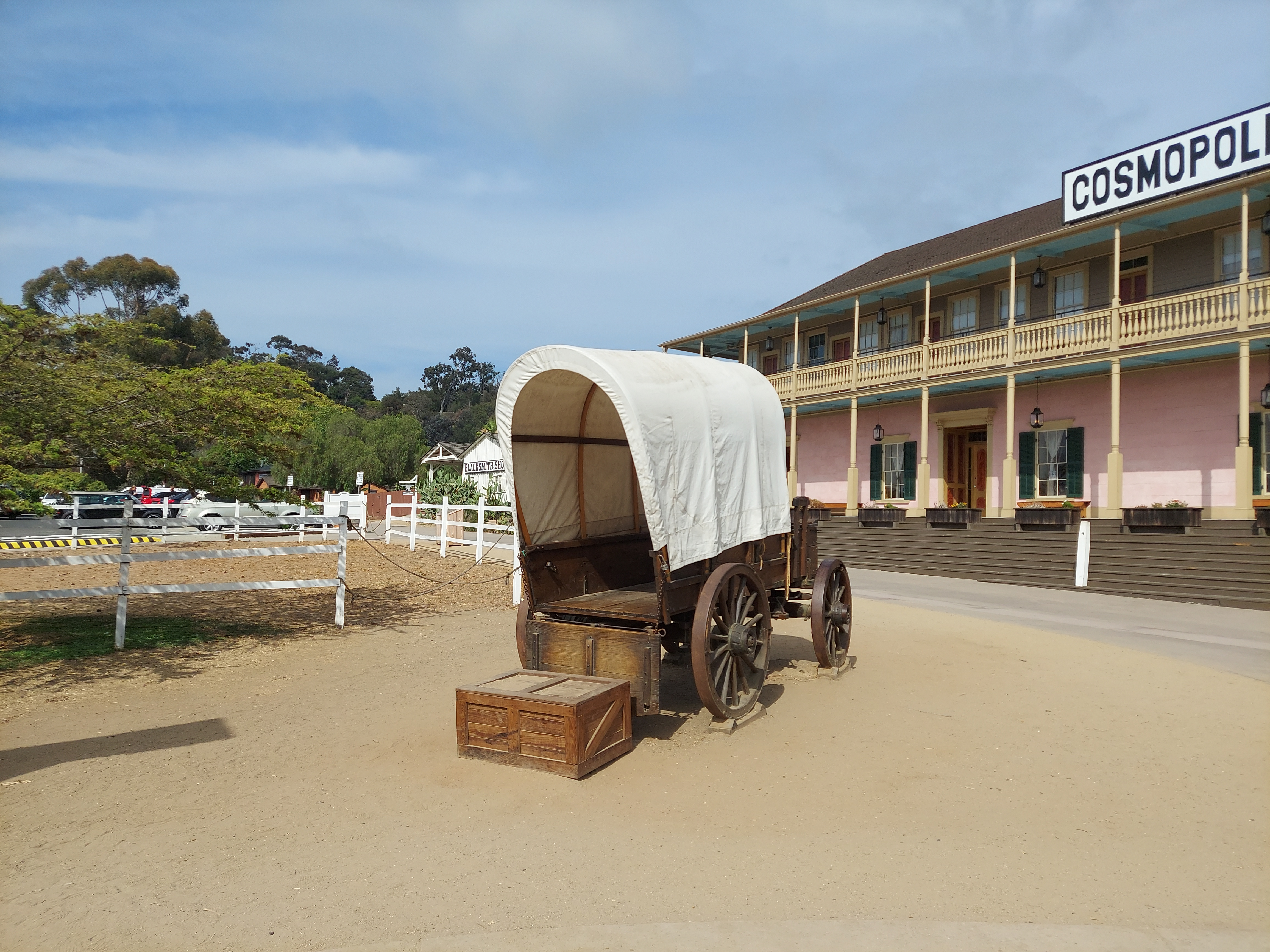
Stage coach Display
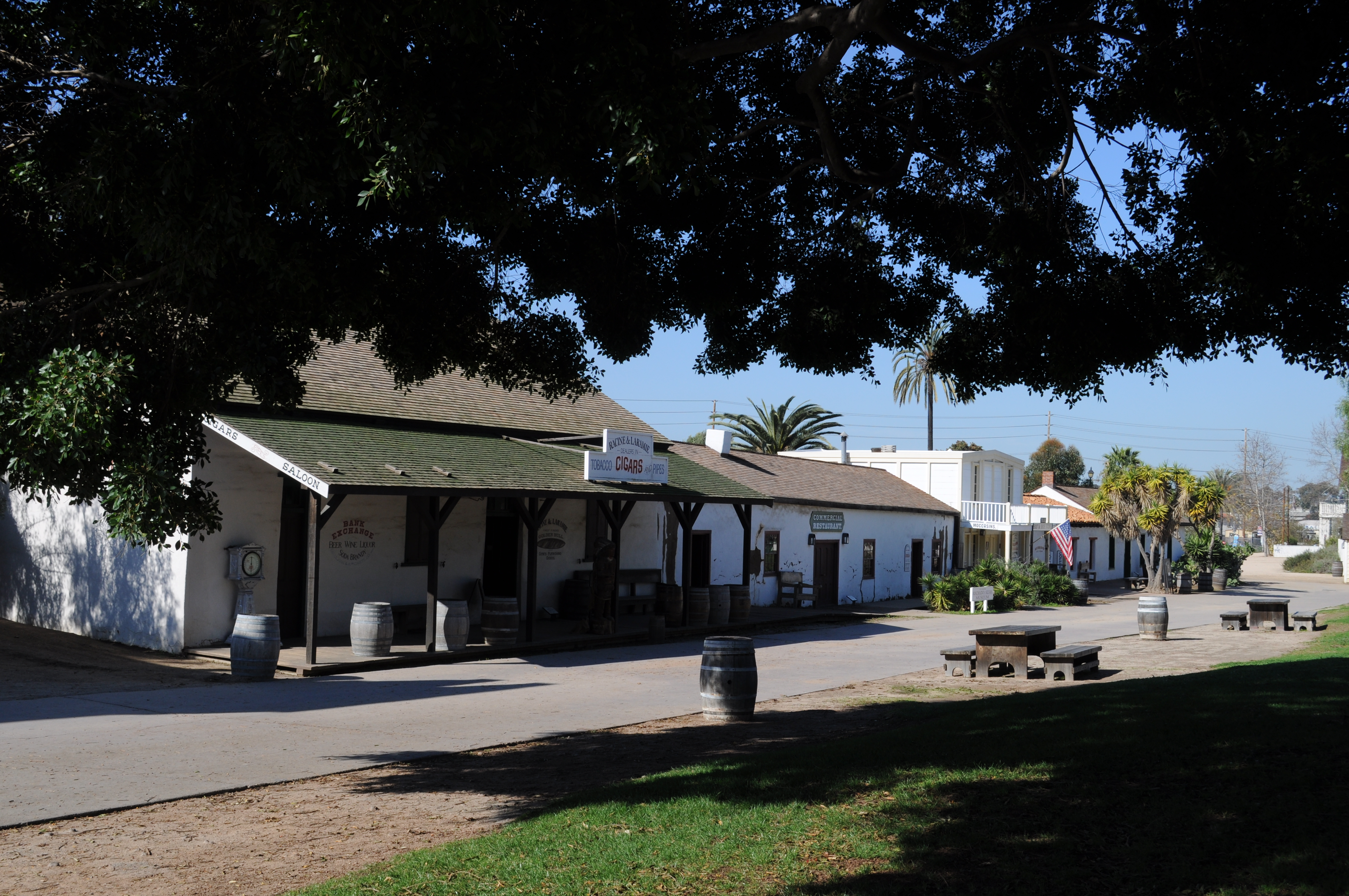
Racine & Laramie Winkel, Old Town
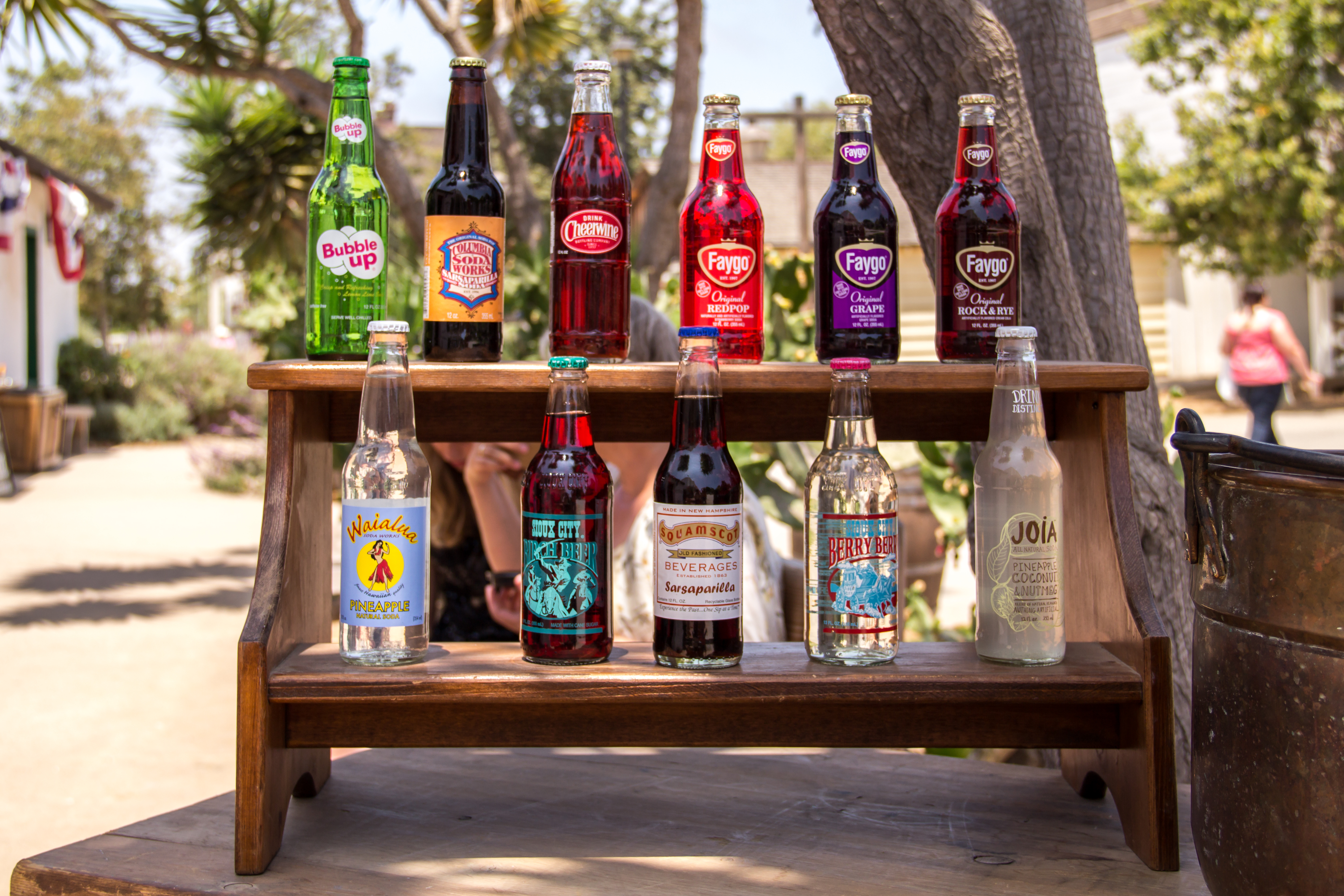
Productpresentatie, Old Town
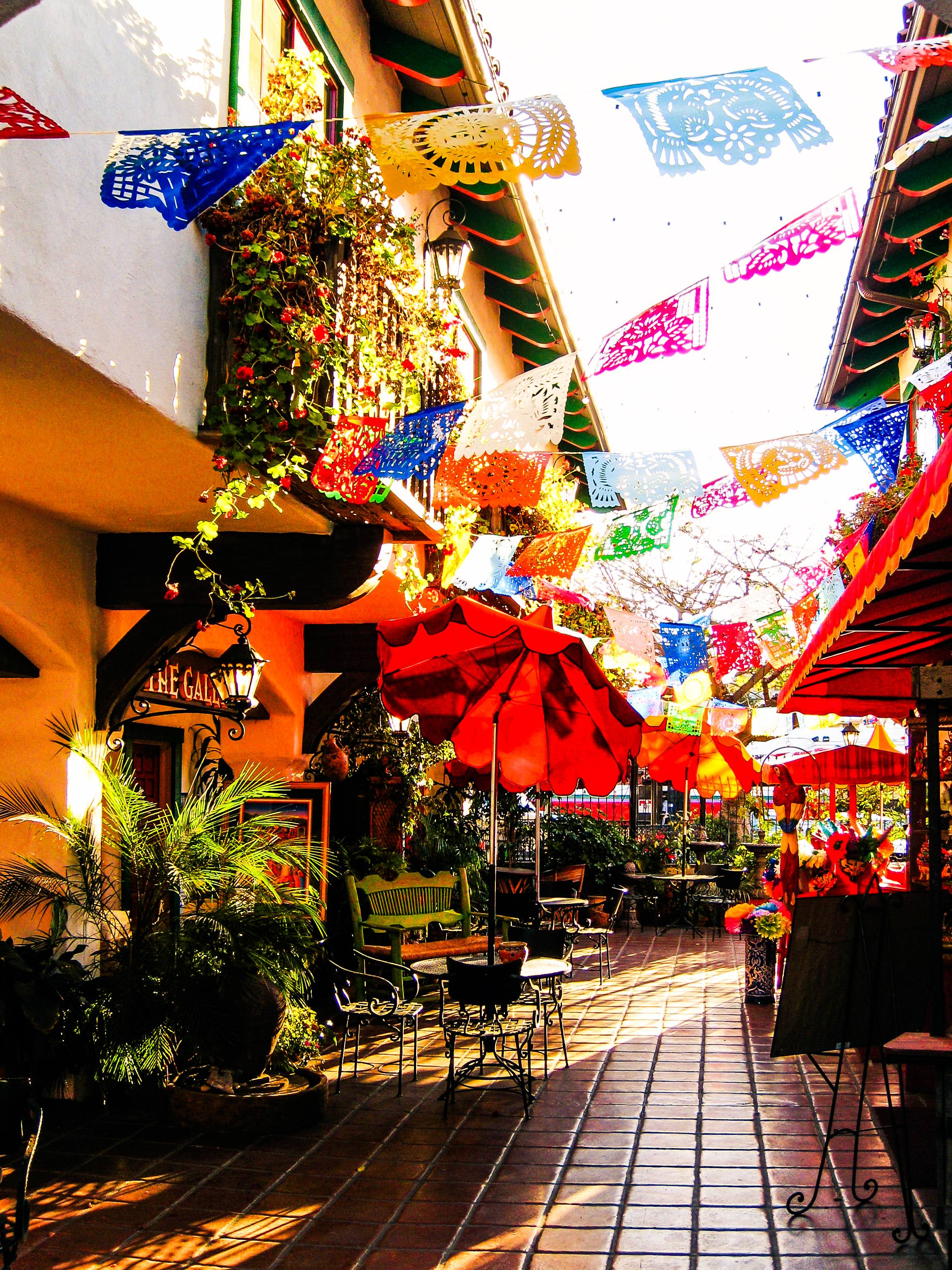
Restaurants in Old Town